# Hapoel Aschkelon
Hapoel Aschkelon FC (Hebräisch: מועדון כדורגל הפועל אשקלון, Moadon Kaduregel Hapoel Ashkelon) ist ein israelischer Fußballverein aus Aschkelon.

## Geschichte
Der 1955 gegründete Verein spielte jahrzehntelang unterklassig, bis 1997 erstmals der Aufstieg in die höchste israelische Spielklasse gelang, der Hapoel Aschkelon jedoch nur ein Jahr angehörte. 2007 stand Aschkelon als Zweitligist im Finale des israelischen Staatspokals, in dem man Hapoel Tel Aviv mit 4:5 (1:1) im Elfmeterschießen unterlag. In derselben Saison stieg der Verein in die dritte Liga ab, schaffte aber mit zwei aufeinanderfolgenden Aufstiegen im Jahr 2009 und 2010 die Rückkehr in die Erstklassigkeit.